# Adam Afriyie
Adam Afriyie (ur. 4 sierpnia 1965) – brytyjski polityk i biznesmen. Członek Partii Konserwatywnej. Od 2005 do 2024 członek Izby Gmin z okręgu Windsor.

## Wczesne życie i  wykształcenie
Adam Afriyie urodził się w Londynie, w dzielnicy Wimbledon. Jego matka jest Angielką, a ojciec pochodzi z Ghany. Ma siedmioro przyrodniego rodzeństwa i brata. Wychował się na osiedlu komunalnym w Peckham. Ukończył ekonomię rolnictwa w Wye College na poziomie licencjata (BSc).

## Kariera biznesowa
Afriyie jest prezesem firmy informatycznej Connect Support Services, którą założył w 1993 r. Był właścicielem 2/3 udziałów w firmie DeHavilland, zajmującej się monitorowaniem sytuacji politycznej, które sprzedał firmie Emap za 18 milionów funtów. Był regionalnym finalistą konkursu Ernst and Young Entrepreneur of the Year w 2003 roku. 
Był także członkiem zarządu Museum of London, Museum in Docklands i dyrektorem centroprawicowego think-tanku Policy Exchange.

## Kariera polityczna
W 1990 roku wstąpił do Partii Konserwatywnej. W 1999 r. pracował dla Jeffreya Archera podczas jego nieudanej kampanii na burmistrza Londynu. W 2003 roku został wybrany na kandydata do parlamentu z okręgu Windsor. Po raz pierwszy został wybrany w wyborach w 2005 roku zdobywając 49.5% głosów. Swoją pierwszą przemowę w Izbie Gmin wygłosił 23 maja 2005 roku. W 2010 r. z powodzeniem startował o reelekcję, zwiększając udział głosów do 60.8%. Wybierany był do niższej izby parlamentu w wyborach w 2015, 2017 i 2019. 
W parlamencie był członkiem Komisji Specjalnej ds. Nauki i Technologii od 2005 r. do jej zniesienia w lipcu 2007 r., Następnie zasiadał w Komisji Selekcyjnej ds. Dzieci, Szkół i Rodzin. Od 2010 roku jest Przewodniczącym Konserwatywnego Forum Technologii oraz przewodniczącym Sejmowego Biura Nauki i Techniki.
Afriyie głosował przeciwko ustawie o małżeństwie (nadającej prawo zawierania małżeństw parom o tej samej płci), powołując się na obawę o wolność religijną. Dodał również, że uważa, że związki partnerskie powinny być nadal dozwolone, aczkolwiek nie zgadzał się na proponowaną ustawę o małżeństwie.
W listopadzie 2013 r. Afriyie zaproponował poprawkę do ustawy zakładającą wcześniejsze głosowanie za wcześniejszym referendum w sprawie członkostwa w Unii Europejskiej, wbrew wyraźnym głosom z jego partii. 
Nawet po marginalnym (6% głosów) odrzuceniu rebelianckiej ustawy o wczesnym referendum, twierdził, że opinia publiczna popiera takie posunięcie.
W grudniu 2014 r. Afriyie wraz z sześcioma innymi posłami Partii Konserwatywnej głosował przeciwko ustawie o równych wynagrodzeniach, która wymagałaby od wszystkich firm zatrudniających ponad 250 pracowników deklarowania różnicy w wynagrodzeniach między średnimi wynagrodzeniami mężczyzn i kobiet.
Nie kandydował w wyborach parlamentarnych w 2024

## Życie osobiste
W 2004 r. Adam Afriyie i jego żona Romi wygrali sprawę o zniesławienie przeciwko tabloidowi The Mail on Sunday.
W sierpniu 2005 r. poślubił swoją drugą i obecną żonę Tracy-Jane (z domu Newell).
W lutym 2013 r. oszacowano, że majątek Afriyie ma wartość 13–100 mln GBP. Afryie jest właścicielem dużego domu w Westminsterze, a także XVII-wiecznego klasztoru w Old Windsor zwanego The Priory.
Mieszka z żoną i piątką dzieci.

## Linki Zewnętrzne
- Adam Afriyie MP